# Havasalji rózsa
A havasalji rózsa (Rosa pendulina) a rózsavirágúak (Rosales) rendjébe, ezen belül a rózsafélék (Rosaceae) családjába tartozó faj.

## Előfordulása
A havasalji rózsa elterjedési területe Dél- és Közép-Európa hegységei, délen az Appenninek és a Balkán-félsziget hegységei. A természetes elterjedése Kazahsztánt is magába foglalja.
Magyarországon az Északi-középhegységben a Börzsönyben, a Mátrában és a Kőszegi-hegységben bükkösökben a szurdokvölgyekben él.

## Megjelenése
A havasalji rózsa zömök vagy laza ágrendszerű, vékony vesszejű, csaknem tüskétlen cserje, magassága 50–300 centiméter. Hajtásai többnyire vörösek vagy zöldek, rajtuk egyik változatán (var. aculeata) gyéren, többnyire alul egyenes, 2–6 milliméter hosszú, keskeny talpú tüskék találhatók. Az idősebb ágakon csak alul vannak tüskék, sertékkel keverten. Másik, jóval gyakoribb változata (var. setosa) tüskétlen. Kérge zöld, sárgászöld, ritkán vöröses. Levelei páratlanul szárnyaltak, 7–11 levélkéjűek. A levélkék többnyire hosszúkás elliptikusak, 1–4 centiméter hosszúak és 0,5–2,5 centiméter szélesek, szélük élesen kétszeresen fűrészes, vékonyak, színük felül tompa sötétzöld, fonákjuk világoszöld, és gyengén szőrösek. A virágok csaknem mindig egyesével, ritkán 2–5 virágú ernyőben állnak, élénkpirosak, rózsaszínűek, esetleg bíborpirosak, 4–5 centiméter szélesek. Kocsányuk, mely elvirágzás után ívben meghajol, 1,5–2,5 centiméter hosszú, rajta többnyire mirigyszőrök és serték vannak. A csésze keskeny, palack alakú, csak kissé mirigyes. A csészelevelek épek, lándzsás függelék van rajtuk, elvirágzás után felegyenesednek és maradók. A szirmok hossza 2–2,5 centiméter. A bibe gyapjas, fejecskeszerű. A termés gömbös vagy palack alakú, világospiros, többnyire bókoló, kopasz vagy puha tüskés és csupán kevéssé húsos.

## Életmódja
A havasalji rózsa a hegyvidéki öv lomb- és fenyőerdeiben, a magaskórós társulásokban és az alhavasi réteken él. Részben a törpefenyvesben, hegyi patakok szurdokaiban és törpecserjés fenyéreken is előfordul. A fahatár közelében igen gyakori és a 2000 métert meghaladó magasságig felhatol. A virágzási ideje májustól júliusig, ritkán augusztusig tart.

## Rokon fajok
A havasalji rózsa említésre méltó rokonai: a vöröslevelű rózsa (Rosa glauca), a jajrózsa (Rosa spinosissima) és a kisvirágú rózsa (Rosa micrantha).

## Képek

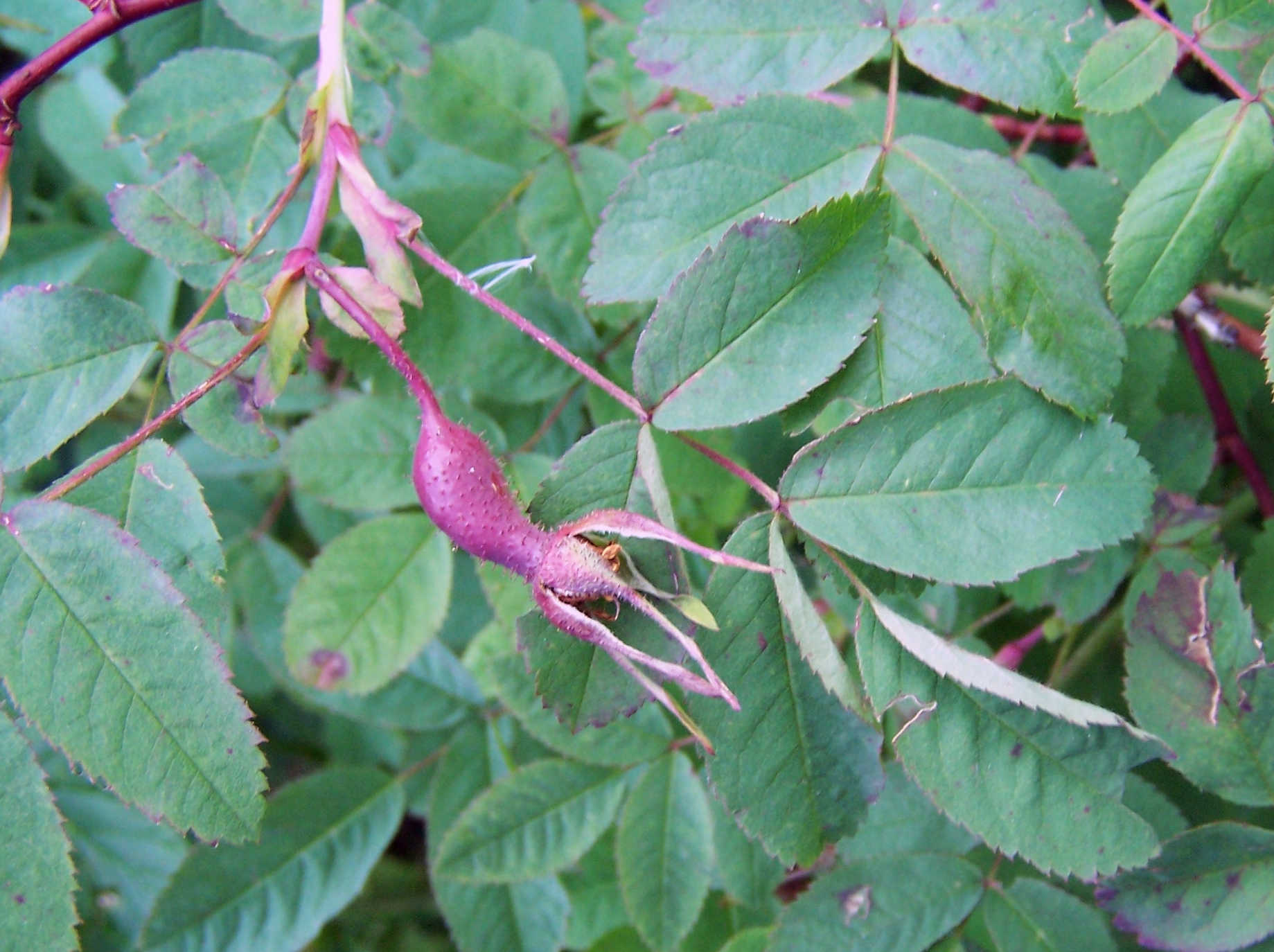
Fejlődő termés
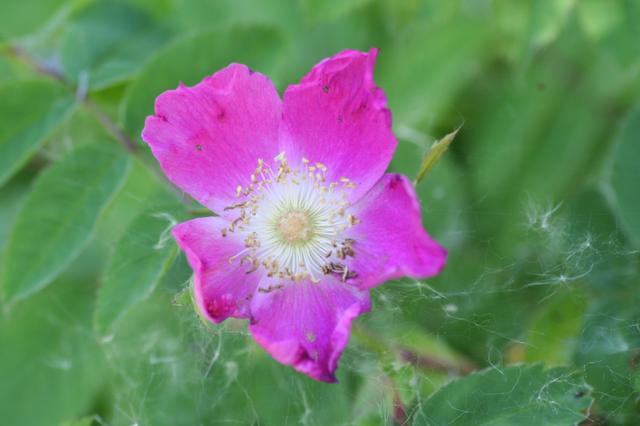
Virága közelről
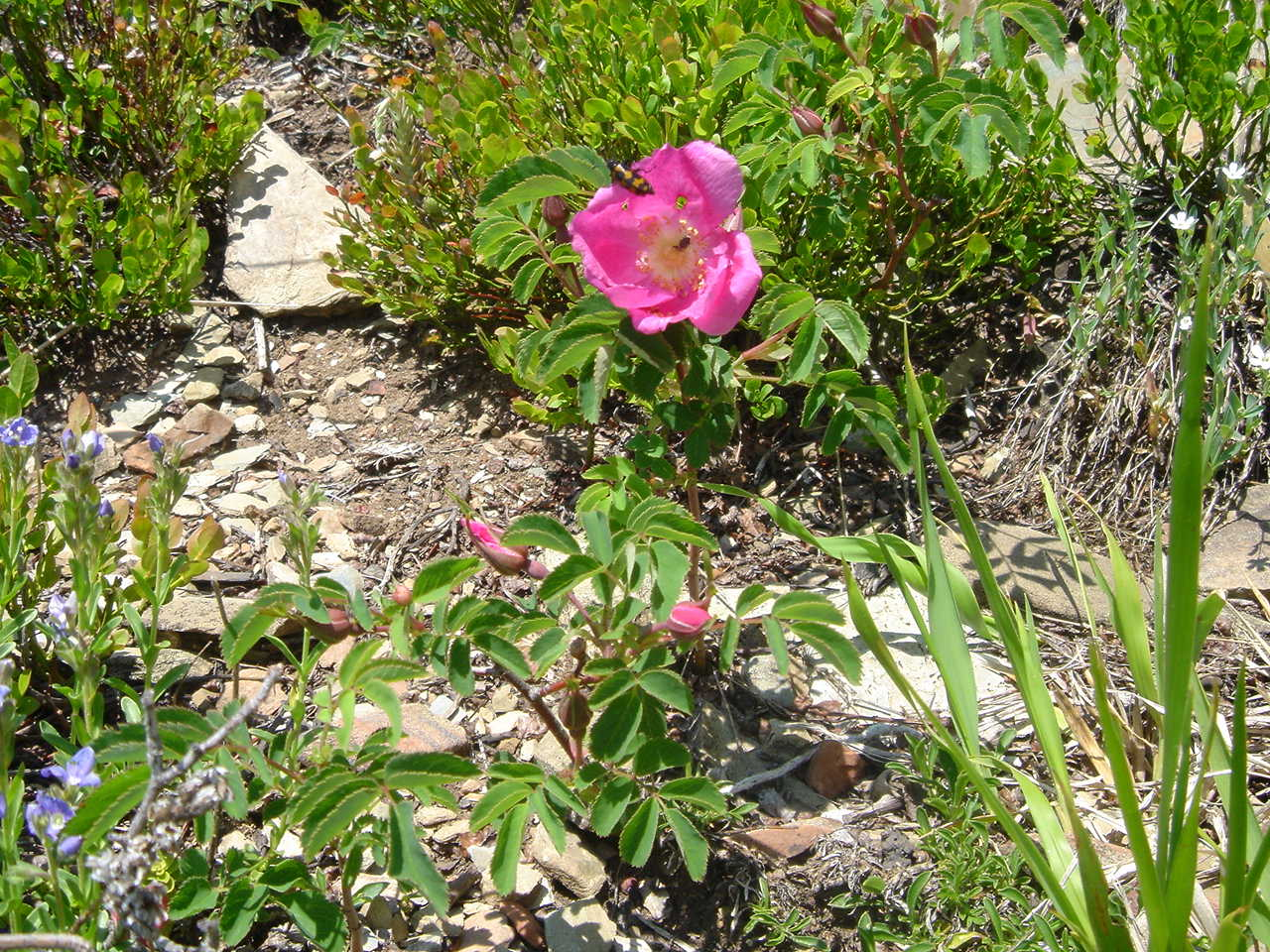
A növény virágostól
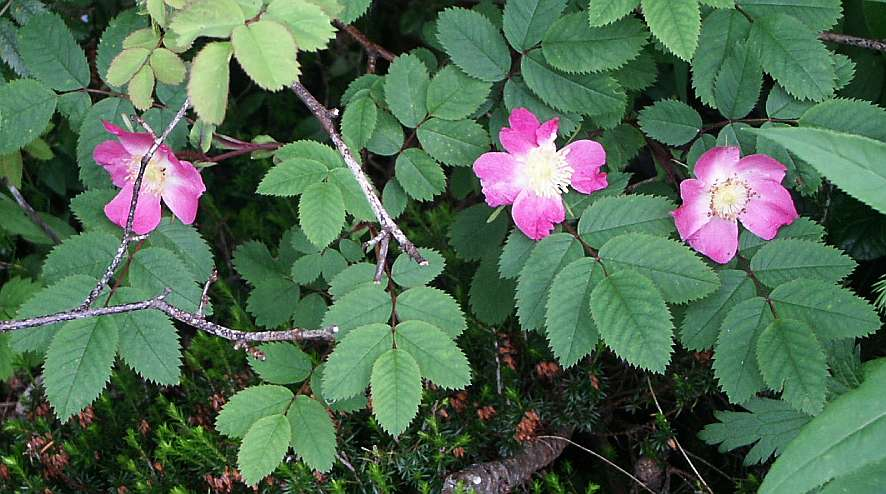
Virágok és levelek
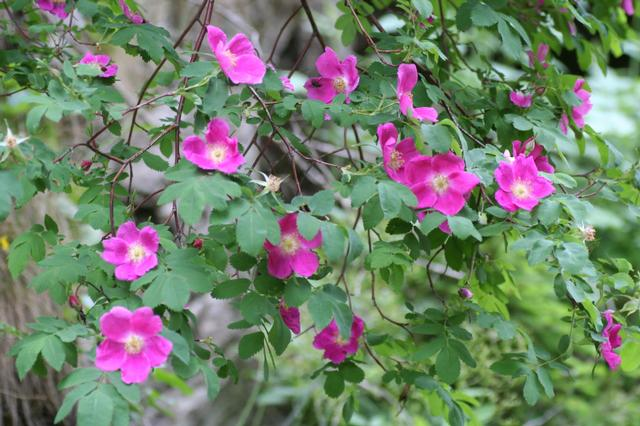
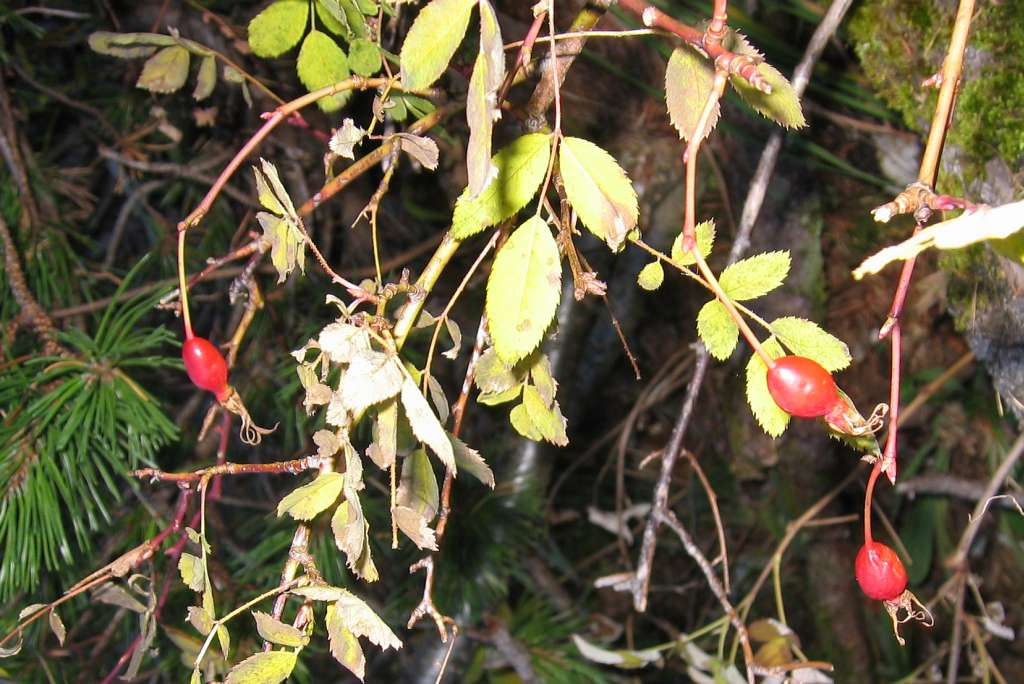
Termései
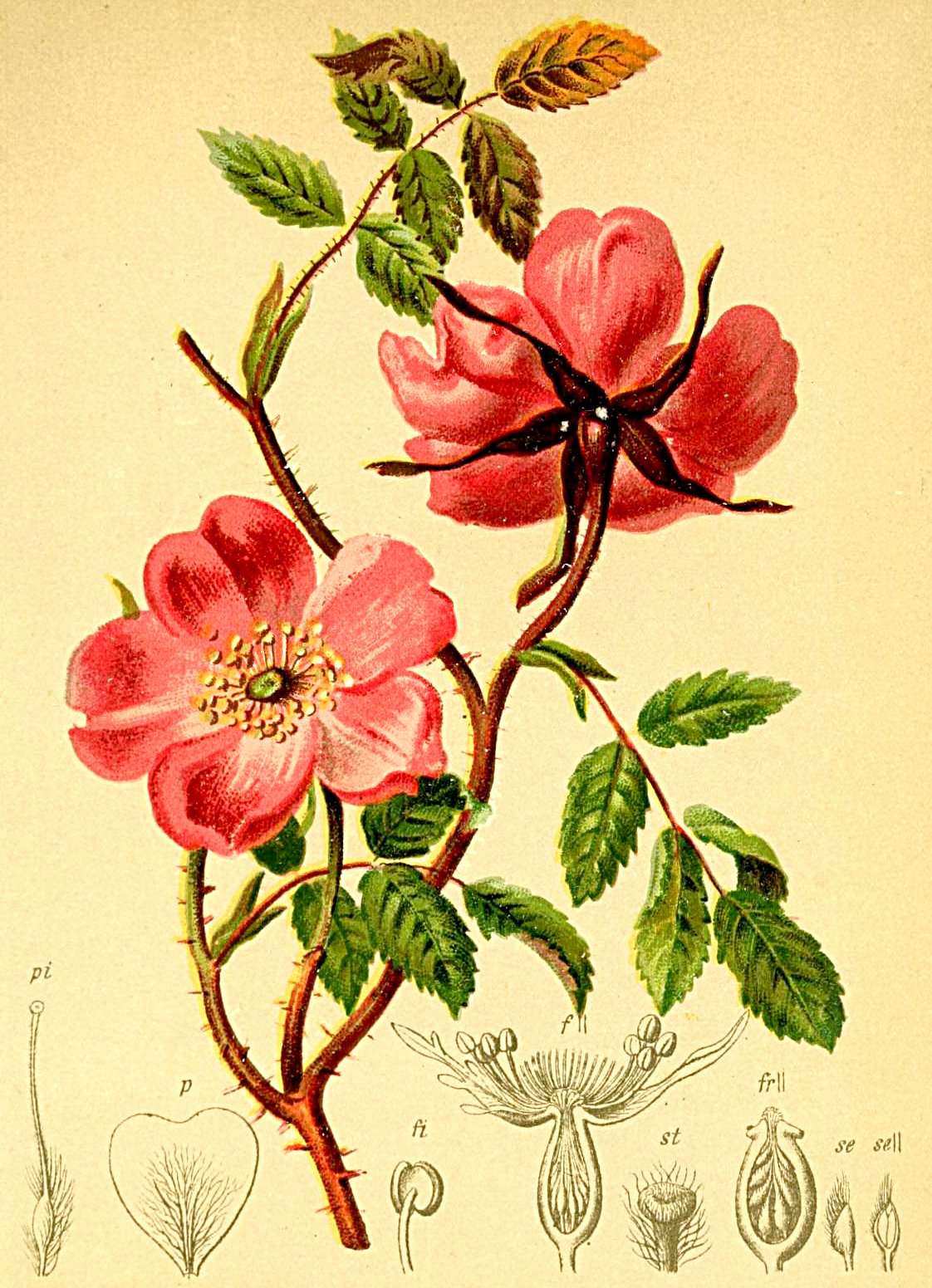
Rajz a növény részeiről
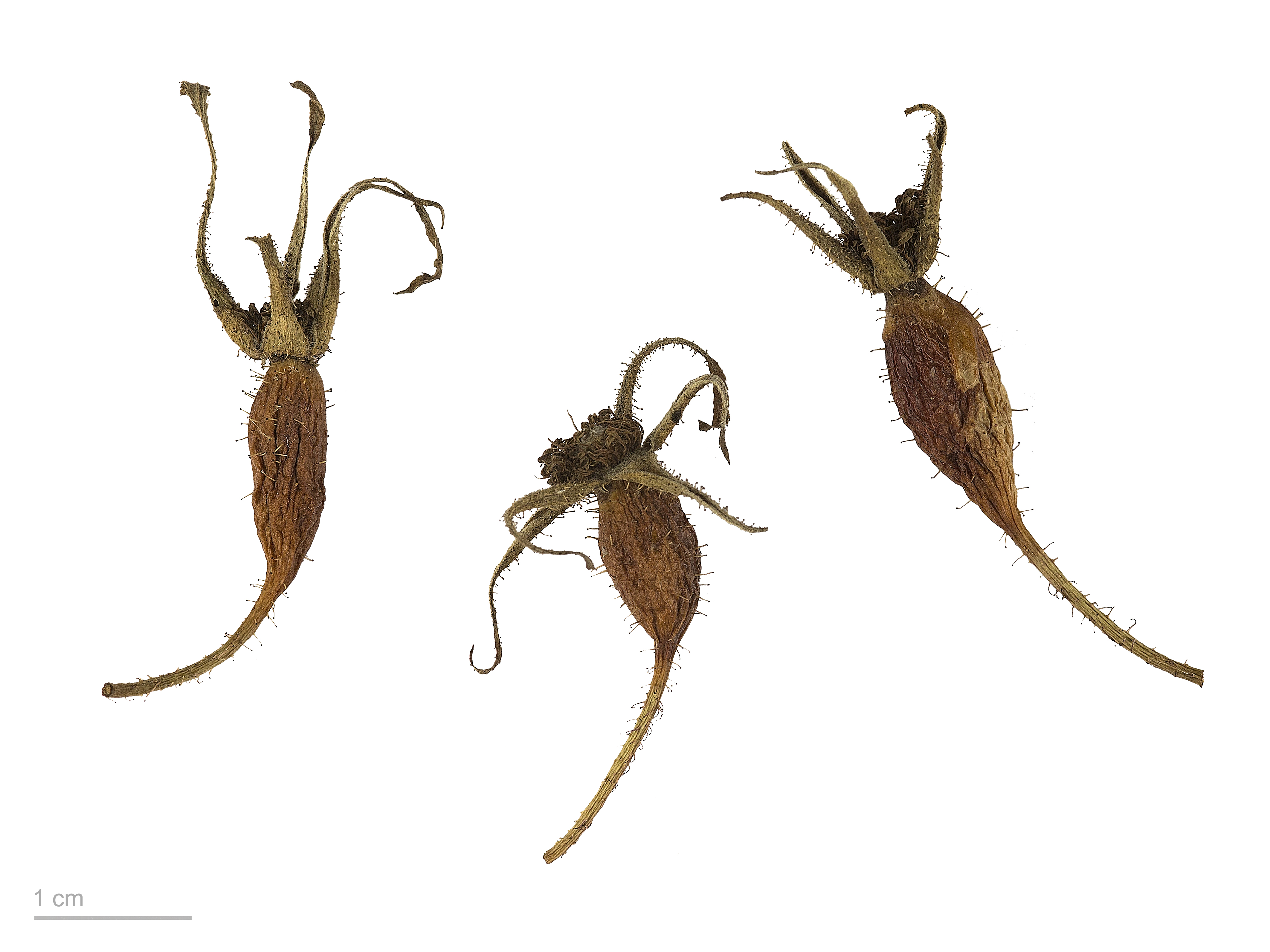
Szárított termései és magvai